# 欣森島
欣森島（英語：Hinson's Island）是百慕達的島嶼，位於大百慕達島西北0.35公里的大西洋海域，長0.6公里、寬0.25公里，面積0.16平方公里，最高點海拔高度5米，人口約50人。
32°16′57″N 64°48′10″W / 32.28250°N 64.80278°W